# Iberina
Iberina là một chi nhện trong họ Hahniidae.